# Skylab II
Skylab II – projektowana amerykańska stacja kosmiczna, zaproponowana przez Advanced Concepts Office z Centrum Lotów Kosmicznych imienia George’a C. Marshalla NASA. Miałaby zostać umieszczona w punkcie libracyjnym L2 poza orbitą Księżyca. Podobnie jak w przypadku stacji Skylab do przygotowania bazy posłużyłby człon rakiety. W tym wypadku byłby to zbiornik wodoru z górnego stopnia rakiety SLS. Jeżeli budowa bazy doszłaby do skutku, byłby to pierwszy załogowy obiekt umieszczony poza orbitą Księżyca.

## Charakterystyka stacji

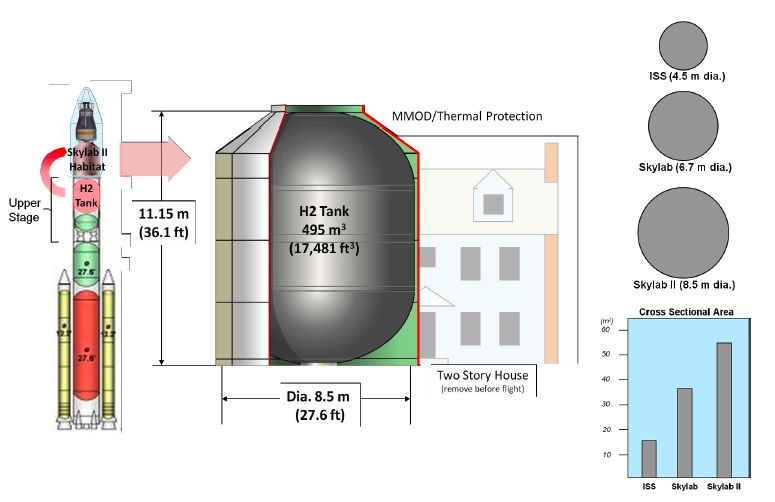
Skylab II.
Autorstwo: NASA/Advanced Concepts Office

Skylab II trafiłby na orbitę w punkcie libracyjnym L2 układu Ziemia-Księżyc, 64 450 km od Księżyca oraz 448 400 km od Ziemi. Ze względu na odległość utrudniającą zaopatrzenie, stacja w pierwszej swojej misji byłaby wyposażona w zapasy umożliwiające funkcjonowanie czteroosobowej załogi przez 60 dni. Czas kolejnych misji miałby zostać wydłużony do 180 dni.
Wykorzystanie, podobnie jak w przypadku Skylaba istniejącego projektu i materiałów – w tym wypadku zbiornika na wodór rakiety SLS, pozwoli obniżyć koszt budowy stacji o tych parametrach z przewidywanych 4,2 miliarda dolarów do ok. 2 miliardów dolarów.
Stacja składać się będzie z modułów o średnicy 8,5 m – znacznie przekraczającej średnicę modułów stacji ISS (mających średnicę 4,5 m), a także oryginalnej stacji Skylab, która miała średnicę 6,7 m. Taka średnica zapewnia ok. 495 m3 objętości, zapewniając dużo więcej przestrzeni na habitat i magazyny. To z kolei pozwoli na umieszczenie Skylaba II z dala od Ziemi, gdzie siłą rzeczy misje zaopatrzeniowe będą rzadsze, a zapasy trzeba będzie gromadzić na wiele miesięcy bez możliwości szybkiego i łatwego ich uzupełnienia. Do misji zaopatrzeniowych wykorzystane zostałyby istniejące statki transportowe, takie jak Progress czy Dragon. Rozważa się także zaprojektowanie modułu logistycznego wynoszonego systemem SLS, który mógłby w jednej misji zapewnić całe zaopatrzenie potrzebne stacji.

## Zastosowania
Ze względu na położenie, Skylab II stałby się dogodnym „punktem przesiadkowym” i bazą dla eksploracji głębokiego kosmosu. Jednym z takich zastosowań byłoby dokowanie lądowników księżycowych do stacji przed misjami na powierzchni satelity. Mógłby także służyć za bazę serwisową dla misji astrofizycznych przeprowadzanych przez pojazdy umieszczone w punkcie libracyjnym L2 układu Ziemia-Słońce. Dostęp do materiałów i obsługi mógłby uczynić możliwymi misje tego typu obecnie niewykonalne.

### FlexCraft
Spacery kosmiczne ze stacji prowadzone byłyby przy użyciu projektowanego jednoosobowego pojazdu FlexCraft zastępującego tradycyjny kombinezon, pozwalającego podnieść bezpieczeństwo i wydajność EVA. Ze względu na fakt, że FlexCraft, zacumowany bezpośrednio do śluzy stacji, korzysta z tej samej atmosfery co habitat, pozwoliłoby to skrócić czynności przygotowawcze dla spaceru i pozwolić na wykonywanie spacerów dłuższych niż obecnie. Zastąpienie skafandra osobistym pojazdem wpłynęłoby także na szybkość pracy kosmonauty, sprawiając, że poruszanie się i obsługa instalacji są mniej męczące.